# Marie Wieck

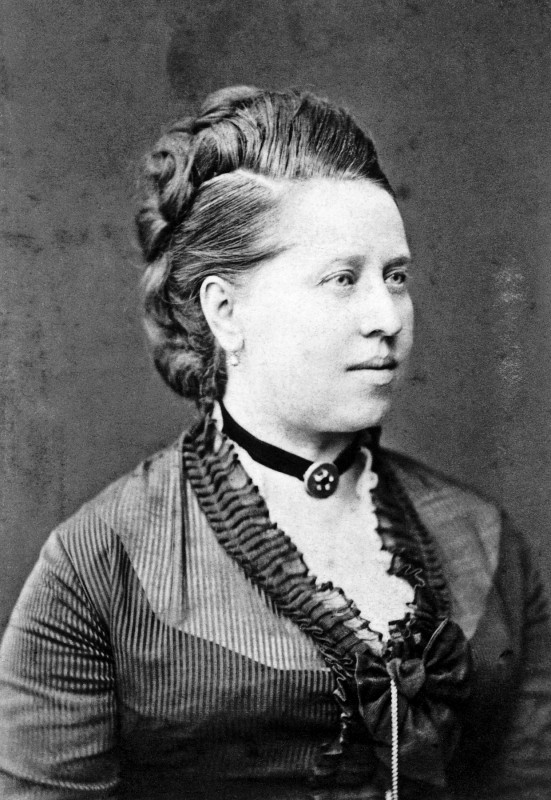
Marie Wieck.

Marie Wieck, född 17 januari 1832 i Leipzig, död 6 oktober 1916 i Dresden, var en tysk pianist. Hon var dotter till Friedrich Wieck och syster till Clara Schumann.
Wieck erhöll sin musikundervisning av fadern, som utbildade henne i såväl pianospel som sång. Hon studerade även sång hos italienska mästare. Hon framträdde som pianist i Europas största städer, i Stockholm 1879, 1882 och 1886, och verkade som piano- och sångpedagog i Dresden. Hon skrev själv några smärre tonsättningar. Hon tilldelades professors titel 1914.